# Félicien Singbo
Félicien Singbo (ur. 25 października 1980 w Abomey) – piłkarz beniński grający na pozycji środkowego obrońcy.

## Kariera klubowa
Karierę piłkarską Singbo rozpoczął w klubie Etoile Porto Novo. Następnie uczęszczał na treningi w kameruńskiej akademii Kadji Sports Academy. W 1999 roku wyjechał do Francji i przez 2 lata zaliczył 7 występów w FC Rouen w czwartej lidze. W latach 2001–2003 był piłkarzem trzecioligowego CS Louhans-Cuiseaux. Z kolei w latach 2003–2004 występował szkockiej Second Division, w tamtejszym klubie Airdrie United.
W 2004 roku Benińczyk odszedł do albańskiej Vllazni Szkodra, w której rozegrał 8 spotkań. W 2005 roku trafił do Grecji i najpierw grał w PAS Janina, a następnie w Pierikosie. Kolejny rok swojej kariery spędził na Cyprze w tamtejszych dwóch klubach: AEP Pafos i AO Ajia Napa. Z kolei w 2008 roku był zawodnikiem greckiego Olympiakosu Wolos.
W 2009 roku Singbo przeszedł do bułgarskiego Łokomotiwu Płowdiw. Przez półtora roku w jego barwach rozegrał 25 spotkań i zdobył dwie bramki. W połowie 2010 roku odszedł z klubu. Jego następnym zespołem był grecki czwartoligowiec, Diagoras, gdzie grał między styczniem a czerwcem 2012 roku. W sezonie 2013/2014 występował w gabońskim Missile FC. W 2017 przeszedł do Requins de l’Atlantique FC.

## Kariera reprezentacyjna
W reprezentacji Beninu Singbo zadebiutował w 2002 roku. W 2004 roku był w kadrze Beninu na Puchar Narodów Afryki 2004, ale nie rozegrał na nim żadnego spotkania. W 2010 roku w Pucharze Narodów Afryki 2010 zagrał w 3 meczach: z Mozambikiem (2:2), Nigerią (0:1) i Egiptem (0:2).